# Racecadotril
Racecadotril, còn được gọi là acetorphan, là một loại thuốc chống tiêu chảy, hoạt động như một chất ức chế enkephalinase ngoại vi. Không giống như các loại thuốc opioid khác được sử dụng để điều trị tiêu chảy, làm giảm nhu động ruột, racecadotril có tác dụng chống nôn, nó làm giảm sự tiết nước và điện giải vào ruột. Nó có sẵn ở Pháp (nơi nó được giới thiệu lần đầu tiên vào năm 1990) và các nước châu Âu khác (bao gồm Đức, Ý, Anh, Tây Ban Nha, Nga và Cộng hòa Séc) cũng như hầu hết Nam Mỹ và một số nước Đông Nam Á (bao gồm Trung Quốc, Ấn Độ và Thái Lan), nhưng không ở Hoa Kỳ. Nó được bán dưới tên thương mại Hidrasec hoặc, ở Pháp, Tiorfan. Ở Ý, nó được bán dưới tên thương mại Tiorfix. Ở Ấn Độ, nó có sẵn như Redotril và enuff. Thiorphan là chất chuyển hóa hoạt động của racecadotril, chất này có tác dụng ức chế phần lớn các hoạt động ức chế của nó đối với enkephalinase.

## Dược động học
Racecadotril được hấp thu nhanh sau khi uống và liều 30 mg, 100 mg và 300 mg đạt Cmax trong vòng 60 phút. Thực phẩm không ảnh hưởng đến sinh khả dụng của racecadotril. Racecadotril được chuyển hóa nhanh chóng và hiệu quả thành chất chuyển hóa hoạt động thiorphan có tác dụng ức chế enzyme enkephainase và thể hiện tác dụng chống bài tiết.

## Sử dụng trong y tế
Racecadotril có thể được sử dụng để điều trị bệnh nhân tiêu chảy cấp và có khả năng dung nạp tốt hơn loperamid. Một số hướng dẫn đã khuyến nghị sử dụng racecadotril ngoài điều trị bù nước đường uống ở trẻ bị tiêu chảy cấp.